# Махлин, Юрий Генрихович
Юрий Генрихович Ма́хлин (род. 29 октября 1969, Москва) — российский физик, доктор физико-математических наук, с 2011 года член-корреспондент Российской академии наук.
Лауреат премий имени Софьи Ковалевской и имени  В. А. Фока.

## Биография
Юрий Генрихович Махлин родился 29 октября 1969 года.
В 1986 году окончил московскую школу №57 и поступил в Московский физико-технический институт, а в 1992 году окончил его.
В 1995 году защитил кандидатскую диссертацию в Институте теоретической физики имени Л. Д. Ландау РАН, тема диссертации: «Спиновая динамика и топология сверхтекучей Ферми-жидкости».
В 2004 году защитил докторскую диссертацию в Институте теоретической физики имени Л. Д. Ландау, тему диссертации: «Квантовая когерентность в мезоскопических сверхпроводящих системах и квантовые вычисления».
В 2010 году получил учёное звание доцент.
С 22 декабря 2011 года член-корреспондент РАН, Отделение физических наук.
С 2016 года работает в Национальном исследовательском университете «Высшая школа экономики».